# Yaq̓it ʔa·knuqⱡi’it
Yaq̓it ʔa·knuqⱡi’it, aussi appelée ʔakink̓umⱡasnuqⱡiʔit ou anciennement Bande indienne de Tobacco Plains (Tobacco Plains Indian Band en anglais), est une Première Nation ktunaxa basée dans la région d'East Kootenay en Colombie-Britannique, au Canada, à l’est du lac Koocanusa (en). Dans le processus des traités de la Colombie-Britannique (en), elle fait partie du Conseil tribal Ktunaxa Kinbasket (en). Sa population est de 206 personnes en 2021.